# الجمهورية (صحيفة جزائرية)
جريدة الجمهورية  هي صحيفة جزائرية عمومية جهوية جوارية يومية تصدر باللغة العربية من السبت إلى الخميس عن «الشركة الاقتصادية العمومية» تحت تسير بوزيان بن عاشور مقرها الرئيسي في مدينة وهران عاصمة الغرب الجزائري.
تاسيسها: تاسست سنة 12 أكتوبر 1844 تحت اسم L'Écho d'Oran على يد Pierre Laffont
وكانت باللغة الفرنسية وفي سنة 1963 اتحول اسمها إلى La République تم في 1974
عربت الصفحة الأولى تم عربت كلها سنة 1975

## عنوانها
6 شارع بن سنوسي أحميدة وهران
الهاتف: 0021341390497

## وصلات خارجية
- الموقع الرسمي لجريدة الجمهورية .